# ゾラン・トゥチッチ
ゾラン・トゥチッチ（セルビア語キリル・アルファベット: Зоран Туцић、セルビア語ラテン翻字: Zoran Tucić、1961年10月30日 – ）は、セルビアのコミックブック作者、グラフィックノベル作者、建築家、脚本家、イラストレーター。
ベオグラード大学建築学部を卒業。大学では『カイロ・ギザの新エジプト博物館』プロジェクトに携わった。1981年、ヴヤディン・ラドヴァノヴィチ、ラデ・トヴラディヤツ、サーシャ・ジヴコヴィチらとともにベオグラードで芸術グループ「バウハウス7」を創設、旧ユーゴスラビア諸国、ドイツ、アメリカ、オランダ、キプロス、イタリアなどで漫画作品を出版。連載SF漫画作品『Vorloh』が最もよく知られている。
2010年に創設されたセルビア漫画芸術協会の創設者の一人であり、2015年まで初代会長を務めた。ベオグラード在住。